# Messidoro (film)
Messidoro (Messidor) è un film del 1979 diretto da Alain Tanner.